# Port de Toronto
Le port de Toronto est un port de Toronto, Ontario, situé dans la zone Port Lands sur la rive est du Toronto Harbour, une baie naturelle du lac Ontario. Le port couvre plus de 21 hectares (52 acres) de terres. Il dispose de deux terminaux principaux, l'un est le terminal des navires de croisière (en) et l'autre le terminal de fret général. L'un des plus grands ports d'eau douce au Canada, il est exploité par PortsToronto (en),.